# Cevdet Sunay
Cevdet Sunay ([ˈdʒevdet ˈsunaj]; 10. února 1899, Trabzon – 22. května 1982, Istanbul) byl turecký důstojník a politik. Sloužil jako pátý turecký prezident v letech 1966 až 1973.
Účastnil se první světové války, po roce 1918 byl válečným zajatcem Britů, pak bojoval v turecké válce za nezávislost. Roku 1949 se stal generálem, vojenskou kariéru završil jako náčelník generálního štábu. Po demisi prezidenta Gürsela byl zvolen jeho nástupcem a odsloužil celé sedmileté období. Poté se stal doživotním senátorem.